# U-19-Fußball-Asienmeisterschaft der Frauen 2011
Bei der U-19-Fußball-Asienmeisterschaft der Frauen 2011 handelt es sich um die sechste Auflage der U-19-Fußball-Asienmeisterschaft der Frauen. Neben den für das Turnier gesetzten fünf bestplatzierten Mannschaften des vorangegangenen Turniers, der U-19-Fußball-Asienmeisterschaft der Frauen 2009, konnte sich die Mannschaft aus Vietnam in zwei vorgelagerten Qualifikationsrunden als sechstes Team für die Endrunde qualifizieren.

## Finalrunde

### Spielort
Gastgebende Stadt ist Ho-Chi-Minh-Stadt in Vietnam. Die Endrundenspiele werden in folgenden Stadien ausgetragen: Thanh Long Sports Centre und Thống Nhất Stadium.

### Turniermodus
Das Turnier wurde in der Zeit vom 6. bis 16. Oktober 2011 im Turniermodus in Form eines Rundenturniers in Vietnam ausgetragen. Die drei bestplatzierten Mannschaften sind für die U-20-Fußball-Weltmeisterschaft der Frauen 2012 qualifiziert.
Die Platzierung der Mannschaften ergibt sich dabei in folgender Reihenfolge:
1. Anzahl Punkte (Sieg: 3 Punkte; Unentschieden: 1 Punkt; Niederlage: 0 Punkte),
2. bei Punktgleichheit der direkte Vergleich zwischen den betreffenden Mannschaften,
3. bei Punktgleichheit im direkten Vergleich die Tordifferenz aus allen Gruppenspielen,
4. bei gleicher Tordifferenz die Anzahl der erzielten Tore aus allen Gruppenspielen,
5. Fairplaywertung, für die die Anzahl der gelben, gelb-roten und roten Karten als Kriterium herangezogen wird,
6. das Los.

### Aktuelle Situation
- Japan, Nordkorea und China haben sich für die U-20-Fußball-Weltmeisterschaft der Frauen 2012 qualifiziert.
- Da sich Japan nachträglich als Gastgeber qualifizierte, nimmt auch der Viertplatzierte Südkorea an der Weltmeisterschaft teil.[3]

### Spiele und Ergebnisse
Alle Spiele werden in Ho-Chi-Minh-Stadt, Vietnam, ausgetragen (UTC+7)
| Pl. | Land       | Sp. | S | U | N | Tore    | Diff. | Punkte |
| --- | ---------- | --- | - | - | - | ------- | ----- | ------ |
| 1.  | Japan      | 5   | 4 | 1 | 0 | 013:300 | +10   | 13     |
| 2.  | Nordkorea  | 5   | 4 | 0 | 1 | 013:300 | +10   | 12     |
| 3.  | China      | 5   | 2 | 2 | 1 | 007:800 | −1    | 08     |
| 4.  | Südkorea   | 5   | 2 | 1 | 2 | 011:900 | +2    | 07     |
| 5.  | Australien | 5   | 1 | 0 | 4 | 007:120 | −5    | 03     |
| 6.  | Vietnam    | 5   | 0 | 0 | 5 | 005:210 | −16   | 0      |

|                                                      |   |            |           |
| Donnerstag, 6. Oktober 2011 um 16:00 Uhr (Ortszeit)  |   |            |           |
| Vietnam                                              | – | Australien | 3:4 (2:1) |
| Donnerstag, 6. Oktober 2011 um 16:00 Uhr (Ortszeit)  |   |            |           |
| Japan                                                | – | China      | 1:1 (0:1) |
| Donnerstag, 6. Oktober 2011 um 19:00 Uhr (Ortszeit)  |   |            |           |
| Südkorea                                             | – | Nordkorea  | 1:2 (1:0) |
| Samstag, 8. Oktober 2011 um 16:00 Uhr (Ortszeit)     |   |            |           |
| Japan                                                | – | Südkorea   | 3:1 (0:0) |
| Samstag, 8. Oktober 2011 um 16:00 Uhr (Ortszeit)     |   |            |           |
| Nordkorea                                            | – | Australien | 1:0 (1:0) |
| Samstag, 8. Oktober 2011 um 19:00 Uhr (Ortszeit)     |   |            |           |
| China                                                | – | Vietnam    | 2:1 (1:1) |
| Montag, 10. Oktober 2011 um 16:00 Uhr (Ortszeit)     |   |            |           |
| China                                                | – | Südkorea   | 1:1 (1:0) |
| Montag, 10. Oktober 2011 um 16:00 Uhr (Ortszeit)     |   |            |           |
| Australien                                           | – | Japan      | 0:1 (0:1) |
| Montag, 10. Oktober 2011 um 19:00 Uhr (Ortszeit)     |   |            |           |
| Vietnam                                              | – | Nordkorea  | 0:5 (0:1) |
| Donnerstag, 13. Oktober 2011 um 16:00 Uhr (Ortszeit) |   |            |           |
| Nordkorea                                            | – | Japan      | 1:2 (0:1) |
| Donnerstag, 13. Oktober 2011 um 16:00 Uhr (Ortszeit) |   |            |           |
| Australien                                           | – | China      | 1:3 (0:1) |
| Donnerstag, 13. Oktober 2011 um 19:00 Uhr (Ortszeit) |   |            |           |
| Südkorea                                             | – | Vietnam    | 4:1 (2:0) |
| Sonntag, 16. Oktober 2011 um 16:00 Uhr (Ortszeit)    |   |            |           |
| Australien                                           | – | Südkorea   | 2:4 (0:1) |
| Sonntag, 16. Oktober 2011 um 16:00 Uhr (Ortszeit)    |   |            |           |
| China                                                | – | Nordkorea  | 0:4 (0:2) |
| Sonntag, 16. Oktober 2011 um 19:00 Uhr (Ortszeit)    |   |            |           |
| Vietnam                                              | – | Japan      | 0:6 (0:2) |

## Qualifiziert für die U-20-WM der Frauen 2012
Für die U-20-Fußball-Weltmeisterschaft der Frauen 2012 haben sich bereits vor dem abschließenden Spieltag folgende Nationen qualifiziert:
- Japan
- Nordkorea
- China

Am 8. Februar 2012 für Usbekistan nachgerückt:
- Südkorea